# Selvanera
Selvanera es una localidad española del municipio de Torreflor, perteneciente a la provincia de Lérida, en la comunidad autónoma de Cataluña.

## Toponimia
El nombre del lugar puede encontrarse citado con las variantes Salvanera y Selvanera.

## Descripción
A mediados del siglo XIX, el lugar, por entonces perteneciente al municipio de Florejachs, tenía contabilizada una población de 79 habitantes. Aparece descrito en el decimotercer volumen del Diccionario geográfico-estadístico-histórico de España y sus posesiones de Ultramar de Pascual Madoz de la siguiente manera:

SALVANERA: l. en la prov. de Lérida (10 leg.), part. jud. de Cervera (3 1/2), dióc. de Solsona (5), aud. terr. y c. g. de Barcelona (18 1/3), ayunt. de Florejachs. sit. en una altura; su clima es templado en verano y frio en el invierno. Tiene 12 casas; igl. anejo de Sanahuja (San Sebastian); cementerio y buenas aguas potables. Confina N. Rivelles; E. Guissona; S. Guardasivenes; y O. Palou. El terreno es de mediana é ínfima calidad, y le fertilizan algun tanto las aguas de un barranco llamado vulgarmente r. de San Pelegrin. Hay arbolado de nogales, almendros, robles y algunos olivos. Los caminos son locales y malos: la correspondencia se recibe en Guissona. prod.: granos, legumbres, vino, aceite, y hortalizas; cria ganado vacuno y caza de perdices y conejos. pobl.: 8 vec., 33 alm. cap. imp.: 27,733 rs. contr.: el 14,48 por 100 de esta riqueza.
(Madoz, 1849, p. 711)

En 2018 la población empadronada de la entidad singular de población asociada ascendía a 61 habitantes y la del núcleo de población a 40 habitantes.